# Yūto Tonokawa
Yūto Tonokawa (jap. 都乃河勇人 Tonokawa Yūto) – japoński scenarzysta pochodzący z prefektury Saitama. W latach 2005–2015 pracował dla studia Key. Jest autorem scenariuszy dwóch głównych bohaterek powieści wizualnej Little Busters!, Komari Kamikity i Yuiko Kurugayi, a także twórcą historii Sasami Sasasegawy w Little Busters! Ecstasy. W dziewiątej grze Key, Rewrite, Tonokawa napisał scenariusze Chihayi Ohtori i Sizuru Nakatsu.

## Życiorys

### Młodość
Yūto Tonokawa swoje pierwsze opowiadania zaczął pisać w gimnazjum. Podczas liceum czytał dzieła filozofów Sørena Kierkegaarda i Ludwiga Wittgensteina, a także japońskich folklorystów Kunio Yanagity i Shinobu Orikuchiego. Początkowo chciał być aktorem głosowym lub twórcą mang, a scenarzystą postanowił zostać dopiero w szkole średniej. Będąc jeszcze w szkole, Tonokawa eksperymentował z silnikiem skryptowym KiriKiri i stworzył amatorską „grę powieściową”, która nie zawierała jednak żadnych grafik ani muzyki

### Praca w Key
Początkowo Tonokawa ubiegał się o pracę w Visual Arts pod inną marką tego wydawcy. W tym czasie Jun Maeda ze studia Key poszukiwał pisarza, który dołączyłby do jego zespołu, co zadecydowało o przyjęciu Tonokawy właśnie do tego studia. Pracę rozpoczął niemal natychmiast po ukończeniu studiów i uznaje to wydarzenie za ważny punkt zwrotny w swoim życiu.
Pisarz dołączył do studia w sierpniu 2005 roku, kiedy dobiegały końca prace nad grą Tomoyo After: It's a Wonderful Life, a zespół zajmował się jej testowaniem i usuwaniem błędów. Ścisłą współpracę z Key rozpoczął przy szóstej grze studia, Little Busters!, do której napisał scenariusze dwóch głównych bohaterek: Komari Kamikity i Yuiko Kurugayi. Tonokawa stworzył także scenariusz Sasami Sasasegawy w Little Busters! Ecstasy. Napisał również słowa do jednego z utworów kończących grę Little Busters!, „Alicemagic”. Tonokawa stworzył dodatkowe historie związane z postaciami Takafumiego i Kanako w grze Tomoyo After: It’s a Wonderful Life w wersji na konsolę PlayStation 2, a także scenariusze Chihayi Ohotri i Sizuru Nakatsu w dziewiątej grze Key, Rewrite. W 2015 roku zrezygnował z dalszej pracy dla tego studia.
W sierpniu 2016 roku ukazała się napisana przez niego light novel Farewell,ours, do której ilustracje wykonała Itaru Hinoue.